# Gächlingen
Gächlingen (toponimo tedesco) è un comune svizzero di 824 abitanti del Canton Sciaffusa.